# Sarracenia flava
Sarracenia flava L., 1753 è una pianta carnivora della famiglia delle Sarraceniacee che cresce spontaneamente nella parte orientale degli Stati Uniti.

## Descrizione
In natura la pianta raggiunge 70–80 cm d'altezza. Le foglie hanno una forma slanciata.
La pianta produce il fiore subito dopo il riposo invernale all'inizio della primavera prima di produrre ascidi, affinché gli insetti impollinatori non vengano catturati prima che possano fecondare il fiore. Infatti il fiore, dai petali gialli nelle flave (da cui prendono il nome dal latino "flavus" che significa "giallo"), è molto particolare perché non può autofecondarsi: ha bisogno di farsi fecondare da un insetto impollinatore che prende il polline, depositato nella struttura a ombrello, dallo stesso o, effettuando così un'impollinazione incrociata, da un altro fiore.  

## Coltivazione
Luce e temperatura: è una pianta estremamente resistente e cresce bene a temperatura ambiente e alla luce diretta del sole, tranne nelle giornate estive troppo calde.
Annaffiature: annaffiare abbondantemente in estate e pochissimo in inverno con acqua piovana, demineralizzata o ottenuta da impianti ad osmosi inversa mantenendo il sottovaso sempre colmo.
Metodo di coltura: usare vasi in plastica per ridurre l'evaporazione, che rischia di provocare un deposito di sali minerali tossico per la pianta. Il substrato deve essere composto da due terzi di torba acida di sfagno, un terzo di sabbia acida di fiume o perlite, evitare la sabbia marina che contiene calcare. È, tuttavia, possibile aggiungere anche un 10% di vermiculite per aiutare la crescita della pianta.